# CROSS SUPER SUNDAY
CROSS　SUPER　SUNDAY（クロス・スーパー・サンデイ）は、CROSS FMで毎週日曜日に放送されていたリクエスト中心のラジオ番組である。放送期間は、2003年4月-2008年9月28日。通称スパサン。

## 特徴
- JFL局では珍しい芸人枠であった。
- メッセージ受付がe-mail、FAX主体となっているCROSS FMで現在唯一毎週電話でメッセージを送ることができる番組であった。
  - 時折ナビゲーターも電話を取ることがあった。
- テーマに沿ったメッセージを送って選ばれたり、コーナーなどで条件をクリアすると、番組内に作った架空の学園「スパサン学園」に入学でき、学生証（画像）がメールで送られ、番組イベントなどに参加できた。
  - スパサン学園は、学園長と学級委員長が決まっていた。
    - -2008年2月:学園長はモーリー。
    - -2007年9月:学園長はモーリー、学級委員長は祐也。
    - -2007年3月:学園長はモーリー、学級委員長はナオト。
    - -2005年3月:学園長は木下、学級委員長は下畑。
- 番組各所で用意されるプレゼントは「スパサンセット」（アーティストグッズの詰め合わせ）。
- CROSS POWER CASTが事実上の兄弟番組（CROSS POWER CAST#スパサンとの関係を参照）。

## ナビゲーター
- パタパタママ（木下貴信・下畑博文）（-2005年3月）
- モーリー（-2008年2月）
- ナオト（-2007年3月）
  - 当時この番組が内包していた「KYUDEN J-POP POWER COUNTDOWN」は2008年9月まで担当。
- 祐也（2007年4月-2007年7月）
- BLUE RIVER（青木淳也・川原豪介）（2007年8月-2008年9月）
- 町田隼人（2007年8月-2008年9月）

## コーナーと構成

### 2003年4月-2005年3月
毎週日曜14:00-24:00に放送。ナビゲーターはナオト（14:00-18:00）、モーリー（16:00-18:00）、パタパタママ（19:00-24:00）。
- 14:00-14:45 第1部 - リクエスト及びメッセージ中心。
  - 12th ANNIVERSARY QUIZ - "1時間に1回のチャンス"のイントロクイズ。
- 14:45-16:00 「KYUDEN J-POP POWER COUNTDOWN」を内包。
- 16:00-18:00 第2部 - リクエスト及びメッセージ中心。
  - 12th ANNIVERSARY QUIZ
  - 夕暮れ時のカップルさんいらっしゃ～い - "カップルさん限定のイントロクイズ"。
- 18:00-18:30 「TRD DRIVER'S MEETING」を内包。
- 18:30-19:00 「ケイタクのラジオ三昧」を内包。
- 19:00-21:00 第3部（～スパサン学園～） - 7時台・8時台それぞれのテーマに沿ったメッセージ中心。
  - パタパタイントロクイズ - イントロクイズ。イントロは木下が歌う。
  - パタパタ線ゲーム - リスナーを加えて2対2で山手線ゲーム。負けると学校の校歌を歌う罰ゲーム。
- 21:00-24:00 第4部（～スパサン学園～） - コーナー中心。
  - スパサン学園抜き打ちテスト - スパサン学園の生徒に選ばれたリスナーに抜き打ちで電話をかけて、スパサンを広めているかなどを確認。番組を聴いておらずキーワードを答えられなかったり、電話に出なかったりすると、停学・退学等の処分。
  - 家族対抗お笑い合戦 - おもしろい家族のエピソードを募集。
  - パタパタ心理テスト
  - キモ子で～す - 木下扮するキモ子がキモく相談にのる。

### 2005年4月-2006年3月
毎週日曜14:00-23:00に放送。ナビゲーターはナオト、モーリー（16:00-）。
- 14:00-14:45 第1部 - リクエスト及びメッセージ中心。
  - 12th ANNIVERSARY QUIZ
- 14:45-16:00 「KYUDEN J-POP POWER COUNTDOWN」を内包。
- 16:00-18:00 第2部 - リクエスト及びメッセージ中心。
  - 12th ANNIVERSARY QUIZ
  - 夕暮れ時のカップルさんいらっしゃ～い
- 18:00-18:30 「TRD DRIVER'S MEETING」を内包。
- 18:30-19:00 「ケイタクのラジオ三昧」を内包。
- 19:00-21:00 第3部（～スパサン学園～） - 7時台・8時台それぞれのテーマに沿ったメッセージ中心。
  - 13th ANNIVERSARY QUIZ　オレ、ナオフィー - イントロクイズ。ONE PIECEのパロディ。
  - モリモリ線ゲーム - リスナーを加えて2対2で山手線ゲーム。罰ゲームはなくなった。
  - スパサン・ゴングショー - 歌唱コンテストコーナー。メールで投票を受け付け、勝者はスパサン学園に入学できる。
  - あなたと一緒に「なんでやねん!」 - リスナーと電話でフリートークをし、リスナーがモーリーに突っ込むコーナー。
  - 叫んでなんぼのもんやね～ん - 絶叫？コーナー。メールで投票を受け付け、勝者はスパサン学園に入学できる。
- 21:00-24:00 第4部（～スパサン学園～） - コーナー中心。
  - 家族対抗お笑い合戦
  - スパサン心理テスト
  - モリ子のズバッと言うわよ - モーリー扮する"テレブ"モリ子が相談にのる。ズバリ言うわよ!のパロディ。

### 2006年4月-2007年3月
毎週日曜21:00-24:00に放送。ナビゲーターはナオト、モーリー。
番組正式名称は「CROSS SUPER SUNDAY～スパサン学園～」。
以前の「～スパサン学園～」パートを引き継ぎ、コーナー中心。
「KYUDEN J-POP POWER COUNTDOWN」は15:45-17:00に放送時間を変更し放送。
- モリモリイントロクイズ - 前述の「13th ANNIVERSARY QUIZ　オレ、ナオフィー」を改題。
- ARTIST QUIZ BREAK - J-POPアーティストが月替わりで自分に関する問題を出題。モーリーが作った3択の中から選び正解するとプレゼントがもらえる。
- スパサン心理テスト
- スパサン牧場 - ヤギ＝裕也（当時はアシスタント）が一人喋りをする。数回で終了した。
- ミュージックランキング - 音楽に関するランキングを紹介。
- モリ子のズバッと言うわよ
- 家族対抗鼻息合戦！ - 鼻息の大きさを競うコーナー。メールで投票を受け付け、勝者はスパサン学園に入学できる。
- スパサン懺悔部屋 - 懺悔したいことを募集。

### 2007年4月-2007年7月
毎週日曜21:00-24:00に放送。ナビゲーターはモーリー、祐也。
番組正式名称は「CROSS SUPER SUNDAY～スパサン学園～」。
コーナー中心。
- モリモリイントロクイズ
- ARTIST QUIZ BREAK
- スパサン心理テスト
- モリ子のズバッと言うわよ - スポンサーはコカ・コーラウエストジャパン。
- スパサン懺悔部屋

### 2007年8月-2008年2月
毎週日曜21:00-24:00に放送。ナビゲーターはモーリー、BLUE RIVER、町田隼人（23:30-）。
番組正式名称は「CROSS SUPER SUNDAY～スパサン学園～」。
リクエスト中心への回帰が図られた。
- モリモリイントロクイズ
- ARTIST QUIZ BREAK
- スパサン心理テスト
- モリ子のズバッと言うわよ - スポンサーはコカ・コーラウエストジャパン。

### 2008年3月-2008年9月
毎週日曜21:00-24:00に放送。ナビゲーターはBLUE RIVER、町田隼人（23:00-）。
番組正式名称は「CROSS SUPER SUNDAY～スパサン学園～」。
コーナー及びリクエスト中心。
- イントロ　ポン・ポン・ポン！ - イントロクイズ。
- 笑いの数珠つなぎ - BLUE RIVERを紹介してくれる人を募集し、友達を紹介してもらってその友達に電話をつなぐ。これを繰り返してBLUE RIVERを広めようというコーナー。
- スパサン心理テスト - このコーナーとエンディングのみ町田が出演。町田は自己紹介の前に一言をつけるのが恒例で、滑った場合は青木が（強制的に）やり直させる。
- BLUE RIVER相談室 - 悩み相談のコーナー。

## エピソードなど
- パタパタママは、レーティングの週には、必ず「on CROSS FM」をつけて曲紹介をしていた。
  - ちなみに開局から暫くはどのナビゲーターもこの言葉を付けていたが、近年はほとんど聞かれなくなっている。
- モーリー・ナオトの放送では、メッセージの中には時折、「森川さん」「井料さん」とナビゲーターを思い切り本名で書いてきている物もある。
- 2005年3月20日の福岡県西方沖地震の際、毎週名古屋から通っているナオトが交通機関のマヒで放送開始に間に合わず、16:00のモーリー登場まで前番組COUNTDOWN KYUSHU HOT 100担当の内堀富美が余震で揺れ続ける天神きらめき通りスタジオから引き続き放送した。
  - その翌週、ナオトが今度は道中で足を怪我してしまい、またも放送開始に間に合わず、2週続けて内堀が間をつないだ。
- スパサン学園に入学した生徒は、退学生徒も含めれば、1700人ほどである。
  - しかし、生徒番号1000番位まではパタパタママ担当時代に入学した生徒で、その中にはすでにパタパタママが番組を降りている事を知らない生徒が多数含まれている可能性が高い。
- 2006年12月31日21:00-2007年1月1日1:00（1時間延長）の放送では初の年またぎ放送となった。